# Plebejus anticoimpunctata
Plebejus anticoimpunctata är en fjärilsart som beskrevs av Tutt 1909. Plebejus anticoimpunctata ingår i släktet Plebejus och familjen juvelvingar. Inga underarter finns listade i Catalogue of Life.